# Monti Khokh
I monti Khokh (in georgiano ხოხის ქედი?; in russo Хохский хребет, Chochskij chrebet?; in osseto: Хохы рагъ) sono una catena montuosa, parte della Catena Laterale del Caucaso che attraversa il territorio della Mtskheta-Mtianeti (Georgia) e della Ossezia Settentrionale-Alania (Russia). 
Si snoda a nord della catena del Caucaso principale, separata da quest'ultima dalla gola di Truso ed è tagliata dalle gole dei fiumi Ardon e Terek. Comprende il monte Kazbek (5034 m) e lo Džimara (4780 m).

## Etimologia
La parola "khokh" in lingua osseta significa "montagna".